# 4171 Carrasco
4171 Carrasco је астероид главног астероидног појаса са средњом удаљеношћу од Сунца која износи 2,243 астрономских јединица (АЈ).
Апсолутна магнитуда астероида је 12,9.